# Szanyi Katalin
Szanyi Katalin (Szombathely, 1969. május 13. –) magyar bajnok labdarúgó, hátvéd.

## Pályafutása
A VIktória FC csapatában szerepelt. Tagja volt az első vidéki női bajnokcsapatnak 2004-ben.

## Sikerei, díjai
- Magyar bajnokság
  - bajnok: 2003–04
  - 2.: 2004–05, 2005–06, 2006–07
  - 3.: 2000–01, 2001–02, 2002–03